# 캐서린 존슨

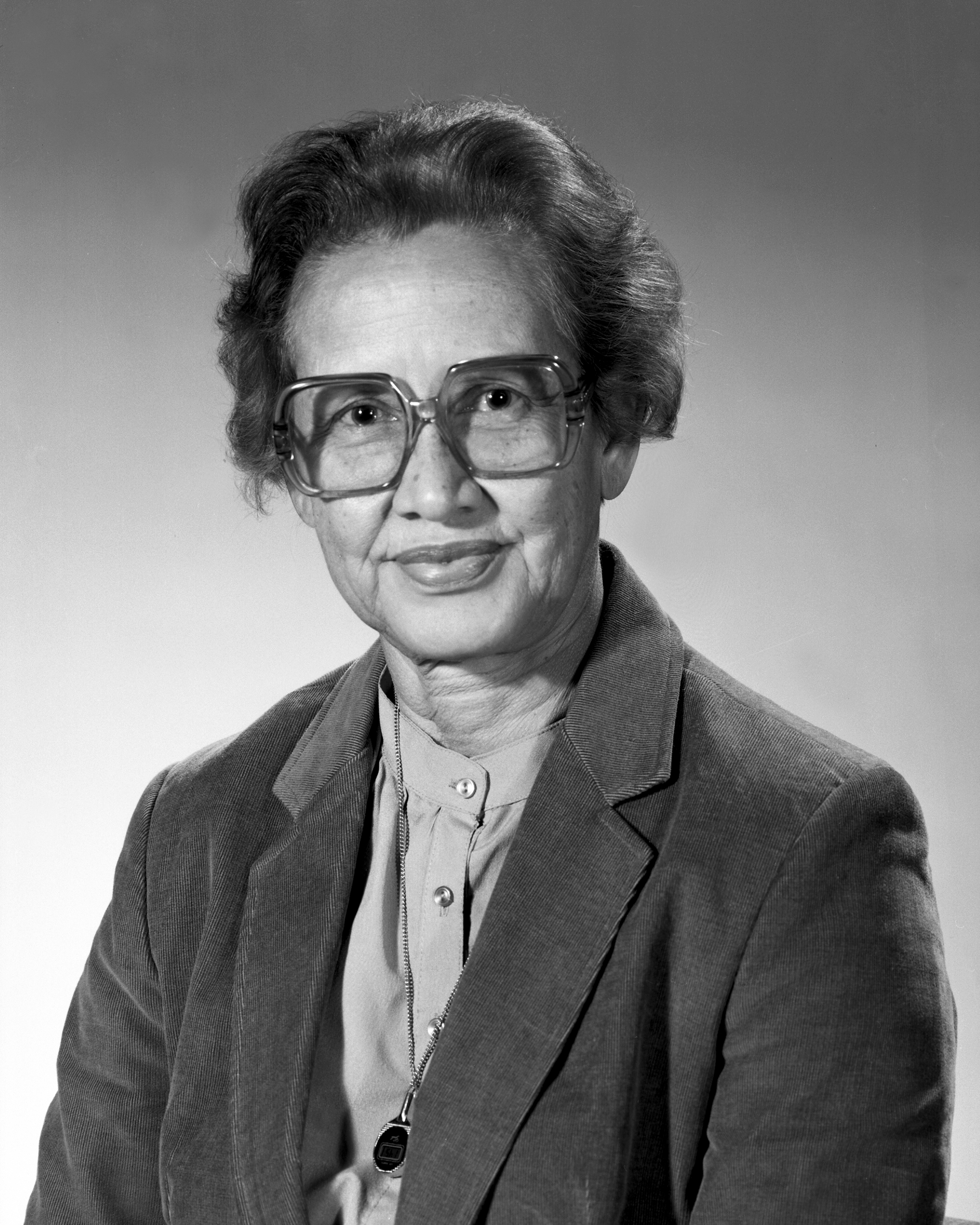
캐서린 존슨. 1983년.

캐서린 존슨(Katherine Coleman Goble Johnson, 1918년 8월 26일 ~ 2020년 2월 24일)은 웨스트버지니아 주립 대학교를 나온 미국의 수학자로 미항공우주국(NASA)재직 중 유인우주비행선을 위한 궤도 역학의 계산에서 미국 최초 및 그 이후의 성공에 결정적인 역할을 했다.
NASA에서 약33년간 근무(1953-1986)하면서 그녀는 복잡한 수학적 계산 작업으로 그 공로를 인정받았으며 당시 확립된 IBM 컴퓨터 운영체계를 우주국이 이를 사용하여 작업을 수행하는 것을 도왔다.
존슨의 작업에는 우주 공간에서 미국인 최초의 우주비행사인 앨런 셰퍼드(Alan Shepard)와 미국 최초로 우주 궤도를 돈 우주인 존 글렌(John Glenn)의 우주선 궤도와 아폴로 달 착륙선과 왕복선의 랑데부 경로를 포함한 머큐리 프로젝트의 우주 비행선에 대한 궤적 계산, 발사 및 비상 반환 경로가 포함되었었다. 그녀의 계산은 우주왕복선 프로그램의 시작에도 필수적이었다. 그녀는 화성 탐사 프로젝트에 참여하기도 했다.
2015년 버락 오바마 대통령은 캐서린 존슨에게 대통령 자유 훈장을 수여했다.
NASA는 2017년 9월 22일 미국 버지니아주 랭리연구센터에서 캐서린 존슨 계산연구소 개소식을 열었다.
히든 피겨스의 주인공이며, 히든 피겨스는 주인공의 업적을 담은 영화로 널리 알려져있다.(히든 피겨스 문서 참고)

## 유년기
존슨(Johnson)은 1918년 미국 웨스트 버지니아(West Virginia,White Sulphur Springs)에서 조이레트(Joylette) 및 조슈아 콜맨(Joshua Coleman)의 딸 캐서린 콜맨 (Katherine Coleman)으로 태어났다. 그녀는 4명의 아이들 중 막내였다. 그녀의 어머니는 선생님이었고 그녀의 아버지는 목수, 농부였으며 그린브라이어 호텔(Greenbrier Hotel)에서 일했었다.
존슨은 어린 나이부터 높은 수학 능력을 보여주었다. 그린브라이어(Greenbrier) 카운티에는 8학년을 지나서 아프리카계 미국인 학생을 대상으로하는 공립 학교 교육을 제공하지 않았기 때문에 당시 아프리카계 흑인이었던 콜맨부부는 웨스트 버지니아 연구소의 고등학교에 다니도록 자녀를 준비시켜야했다.
이 학교는 웨스트 버지니아 주립 대학의 캠퍼스에있었다. 당시 존슨은 11살경에 입학했다.

## 학력
- 1928년~1933년: 웨스트버지니아 연구소 고등학교 (졸업)
- 1933년~1937년: 웨스트버지니아 주립 대학교 (학사)
- 웨스트버지니아 대학교

## 오일러공식과 타원궤도
캐서린 존슨에 의해 오일러의 공식은 실수 좌표평면을 복소평면의 복소수까지 확대하여 행성및 위성 착륙을 위한 우주선의 타원궤도의 궤적을 계산하는데 응용되었다고 알려졌다.

## 출연 배우
- 2016년 타라지 P. 헨슨 (영화 히든 피겨스)

## 같이 보기
- 메리 W. 잭슨
- 히든 피겨스
- 매리너 계획
- 아프리카계 미국인
- 헨리에타 스완 레빗